# 公募委員
公募委員（こうぼいいん）とは、中央省庁または地方公共団体、独立行政法人などの公共機関ないし社会的に組織された法人・団体において設置された審議機関・諮問機関において一般から公募され、委嘱された委員をいう。

## 公募委員の主な例
主に日本においては、中央省庁や地方公共団体において、審議会や委員会を設置し有識者の諮問機関をおく例は多いが、近年では国民（市民）の行政参加やパブリックコメントの進展により、広く一般市民から委員が公募される例が多くなっている。
農林水産省林野庁では、林政審議会が、同省水産庁では水産政策審議会が代表的である。
都道府県でも同様の傾向にあり、東京都などでは、福祉行政、消費者行政、自然環境行政分野の審議会・委員会において公募委員が募集される例が見受けられる。公募委員の募集機関としては、有識者による諮問機関である審議会の他、それに準ずる懇談会、公募委員だけで構成された委員会など様々な形態がとられている。